# 邁克爾·瓦爾澤
邁克爾·瓦爾澤（英語： Michael Laban Walzer，1935年3月3日—）美国政治理论家、公共知识分子。他是新泽西州普林斯顿高等研究所（IAS）的名誉教授，也是《异议》杂志的名誉编辑。生于纽约市，毕业于布兰戴斯大学。
他写了很多书和文章，主题广泛。很多是政治伦理学方面的，包括正义和非正义战争、民族主义、种族、犹太复国主义、经济正义、社会批评、激进主义、宽容和政治义务。他也是《新共和》的特约编辑。迄今为止，他已经写了27本书，并在《异议》、《新共和》、《纽约书评》、《纽约客》、《纽约时报》、《哈珀斯》以及许多哲学和政治学杂志上发表了300多篇文章、散文和书评。